# Проси, Сандер
Сандер Проси (при рождении Александр Проси; алб. Sandër Prosi; 6 января 1920, Шкодер — 24 марта 1985, Дуррес) — албанский актёр театра и кино, педагог. Профессор Университета искусств Албании (1962—1975). Народный артист Албании (алб. “Artist i Popullit”, 1984). Кавалер ордена Nderi i Kombit (Честь нации, 2010).

## Биография
Аромунского происхождения. После окончания школы в Тиране, изучал стоматологию в Вене, но не окончил учёбу.
В 1947 году победил в конкурсе при наборе в труппу Национального театра Албании. Дебютировал на сцене театра в пьесе «Вильгельм Телль» Фридриха Шиллера.
С 1962 по 1975 год преподавал в Университете искусств Албании в Тиране.
Сыграл более 100 ролей в театре и кино. Играл в спектаклях зарубежных классиков и албанских авторов, в том числе Шекспира, Шиллера, Чехова, Караджале, Горького, Брехта, И. Кадаре, Т. Ласо, Р. Пулаха, Д. Аголи, Д. Х. Ювани и других.
По одной из версий покончил жизнь самоубийством.

## Фильмография
- 1984 — Kush vdes në këmbë
- 1983 — Dora e ngrohtë
- 1982 — Nëntori i dytë
- 1981 — Plaku dhe hasmi
- 1979 — Yjet mbi Drin
- 1978 — Gjeneral gramafoni
- 1978 — Udha e shkronjave
- 1977 — Njeriu me top
- 1976 — Përballimi
- 1976 — Fije që priten
- 1974 — Shtigje të luftës
- 1974 — Shpërthimi
- 1972 — Yjet e netëve të gjata
- 1970 — I teti në bronz
- 1968 — Plagë të vjetra
- 1968 — Horizonte të hapura
- 1966 — Oshtimë në bregdet
- 1965 — Vitet e para
- 1963 — Detyrë e posaçme
- 1961 — Дебатик